# Kakabeka Falls

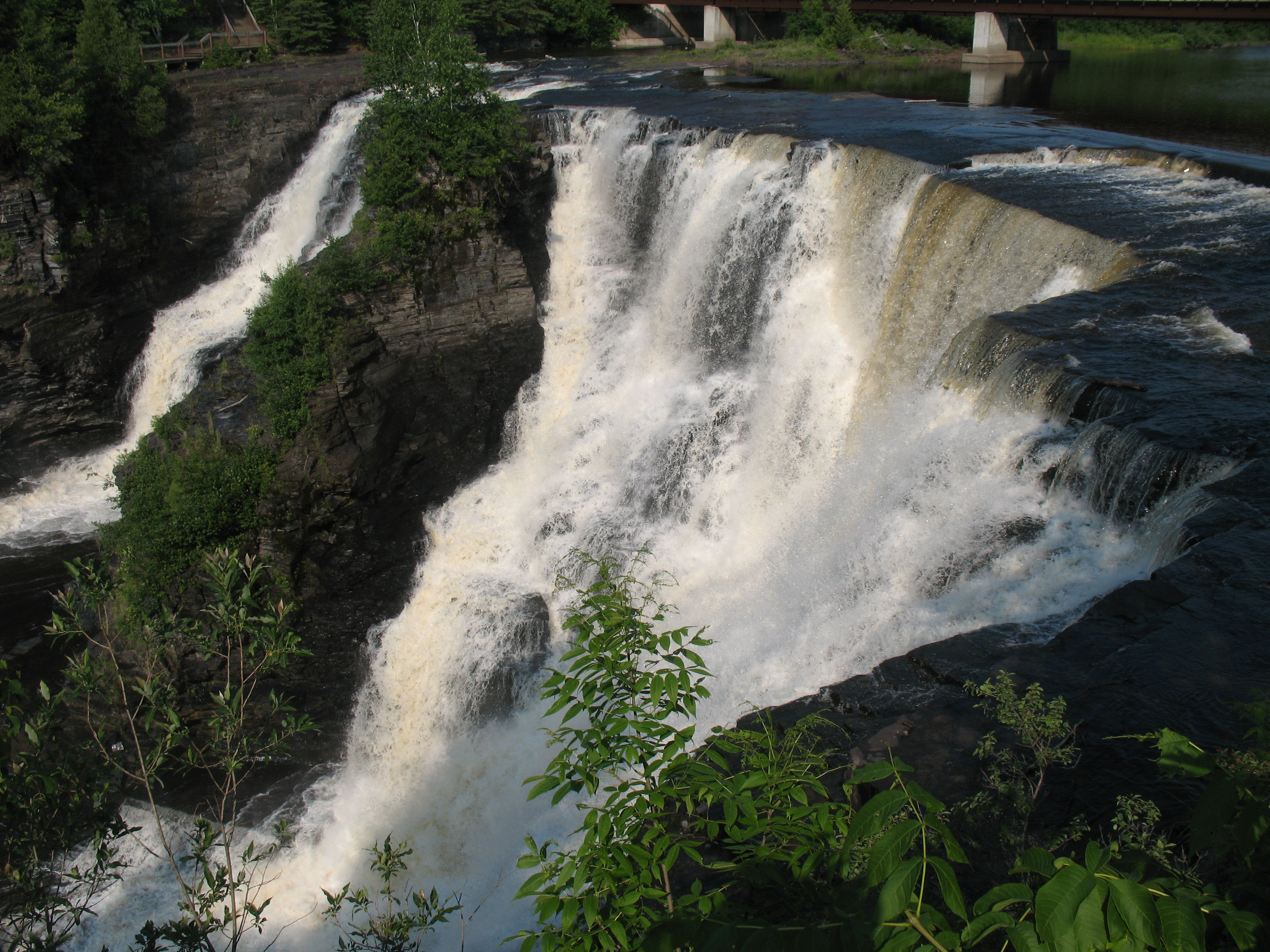
Die Kakabeka-Fälle

Die Kakabeka Falls sind rund 40 m hohe Wasserfälle im Kaministiquia River in der kanadischen Provinz Ontario. Damit sind sie die höchsten Wasserfälle im Norden der Provinz. Sie bilden den Kern des Kakabeka Falls Provincial Park, der rund 32 km westlich von Thunder Bay liegt, allerdings nur 5 km² Fläche umfasst. Der Park entstand 1955. 
Der Name stammt aus der Sprache der Anishinabe (gakaabikaa) und bedeutet „donnerndes Wasser“, nach Angaben des Ojibway-Wörterbuchs „Fall über eine Klippe“. Kakabeka spielt in den Legenden der Anishinabe eine große Rolle. So hat sich die Indianerin Greenmantle, Tochter des Häuptlings Ogama Eagle, im Alter von 17 Jahren für ihren Stamm geopfert. Als Sioux von Süden die Anishinabe angriffen, fiel sie in ihre Hände. Die Sioux wollten einen Überraschungsangriff über den Fluss versuchen, und sie zwangen Greenmantle, sie zu führen. Diese führte die Kanuflotte auf die Kakabeka-Fälle zu, so dass die Angreifer in den Tod stürzten. Wenig später konnten die verbliebenen Sioux in der Schlacht auf den Welcome Islands endgültig geschlagen werden.

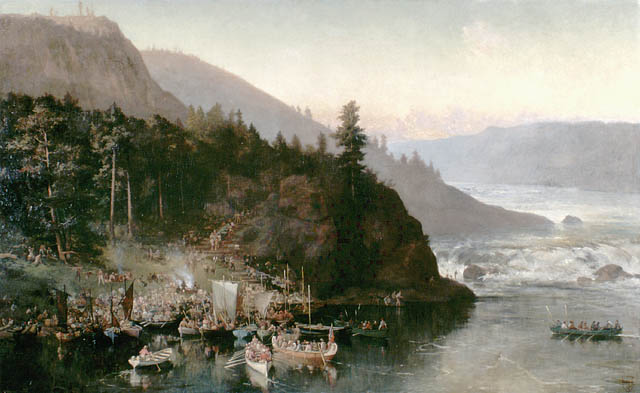
Gemälde von Francis Anne Hopkins (1838–1919), das die Red-River-Expedition darstellt, 1877

Der Fluss gräbt sich an dieser Stelle durch Gestein, das bis zu 1,6 Milliarden Jahre alt ist. Er wurde schon früh für den Handel benutzt, so dass zur Umgehung des Wasserfalls bereits eine 1349 m lange Portage für die Kanus bestand, die die ersten europäischen Entdecker im 17. Jahrhundert vorfanden. Pierre-Jacques Payen de Noyan war 1688 der erste, der den Fluss hinauffuhr, der den Franzosen spätestens seit 1681 bekannt war. Dabei war der Fluss mit seinen 13 Portagen und einem Gefälle von fast 200 m auf 56 km eine recht schwierige Strecke, doch verband sie die Region um den Oberen See mit dem Westen Kanadas. 1870 führte die „Red River Expedition“, mit der 1200 Soldaten mit Hilfe mehrerer hundert Voyageurs und rund 1000 Booten gegen die Métis eingesetzt werden sollten, über die Portage an den Kakabeka-Fällen. 